# Karl V. Teeter
Karl van Duyn Teeter (2 de març de 1929 - 20 d'abril de 2007) va ser un lingüista estatunidenc conegut sobretot pel seu treball en les llengües àlgiques.

## Vida i obra
Teeter va néixer a Berkeley (Califòrnia) fill de Charles Edwin Teeter, Jr, un professor de la universitat d'enginyeria acústica i Lura May (nascuda Shaffner) Teeter. Criat a Lexington (Massachusetts), va abandonar l'escola secundària i es va unir a l'Exèrcit dels Estats Units, on va servit com a sergent d'intendència el 1951-1954. El 1951 es va casar amb Anita Maria Teeter Bonacorsi, filla d'immigrants sicilians. Enviat al Japó per servir en les forces d'ocupació, es va interessar profundament pel japonès i en tornar rep una llicenciatura en Llengües Orientals de la Universitat de Califòrnia a Berkeley. Allà va continuar els seus estudis com a estudiant de postgrau de lingüística. La seva tesi, dirigida per Mary Rosamund Haas, era una descripció del gairebé extingit wiyot.
El treball de Teeter del wiyot no només proporciona les últimes i millors dades d'aquest idioma, sinó que va establir les bases per a la resolució de la controvèrsia ritwan. Teeter no només va proporcionar dades crucials sinó que va reconèixer moltes de les correspondències amb les llengües algonquines citades per Mary Haas. Més tard va contribuir a alguns dels arguments gramaticals que, juntament amb els realitzades pel seu alumne Ives Goddard, finalment va resoldre la qüestió.
Quan el treball de camp en wiyot ja no era possible, Teeter va dirigir la seva atenció al Malecite-Passamaquoddy, una llengua algonquina allunyada de Nova Brunswick i Maine. La seva obra en aquesta llengua estimulà la de Philip LeSourd.
Després d'un període 1959-1962 com a junior Fellow de la Universitat Harvard, Teeter va ser nomenat professor ajudant de Lingüística. Va romandre a Harvard durant la resta de la seva carrera; finalment es va retirar el 1989 com a professor de Lingüística.
El 1968 va signar el manifest "Writers and Editors War Tax Protest", jurant rebutjar el pagament d'impostos en protesta contra la guerra del Vietnam.
Va seguir treballant fins després d'haver-se jubilat, concentrant-se en completar el lèxic wiyot en què havia estat treballant des dels seus dies d'estudiant i el foment de la investigació sobre llengües amenaçades a través de la participació en organitzacions com la Foundation for Endangered Languages.